# Sophie Hediger
Pour les articles homonymes, voir Hediger.
Sophie Hediger, née le 14 décembre 1998 à Horgen (canton de Zurich) et morte le 23 décembre 2024 à Arosa (canton des Grisons), est une snowboardeuse suisse, membre de l'équipe nationale féminine et ayant participé aux Jeux olympiques d'hiver de 2022 à Pékin.

## Biographie

### Jeunesse et éducation
Sophie Hediger naît le 14 décembre 1998 à Horgen dans le canton de Zurich où elle grandit.
Elle fait son école de recrue dans l'armée suisse à l'été 2020.

### Carrière
Sophie Hediger remporte deux médailles d'argent lors des Jeux olympiques de la jeunesse d'hiver de 2016 à Lillehammer en individuel et par équipes.
Elle remporte la médaille de bronze lors des championnats du monde juniors en 2018 à Cardrona en Nouvelle-Zélande.
Elle participe à ses premiers championnats du monde en 2021 à Idre Fjäll en Suède et est éliminée dès les qualifications. Elle se déchire le ligament croisé antérieur du genou droit en mars 2021 à Veysonnaz.
Lors des Jeux olympiques d'hiver de 2022 à Pékin, elle termine septième de l'épreuve par équipes avec Kalle Koblet et dix-neuvième en individuel.
Elle remporte la médaille d'or lors de l'Universiade d'hiver de 2023 à Lake Placid aux États-Unis.
Elle monte sur ses deux premiers podiums de coupe du monde lors de la saison 2023-2024 en terminant deuxième à Saint-Moritz en Suisse puis troisième à Goudaouri en Géorgie une semaine plus tard. Elle se blesse ensuite à l'épaule à la Sierra Nevada en Espagne et doit être opérée.

### Mort
Le 23 décembre 2024, Sophie Hediger descend une piste fermée à Arosa dans le canton des Grisons. En quittant cette piste, elle est emportée par une avalanche. Son corps est retrouvé deux heures plus tard.

## Vie privée
Elle était en couple avec le joueur de hockey suisse Dario Wüthrich.